# Agrilus nigerellus
Agrilus nigerellus es una especie de insecto del género Agrilus, familia Buprestidae, orden Coleoptera.
Fue descrita científicamente por Thomson, en 1879.